# Myostreptus buettneri
Myostreptus buettneri är en mångfotingart som beskrevs av Cook 1896. Myostreptus buettneri ingår i släktet Myostreptus och familjen Spirostreptidae. Inga underarter finns listade i Catalogue of Life.